# Friedrich Ludwig Jahn
Friedrich Ludwig Jahn (11. srpna 1778 Lanz – 15. října 1852 Freyburg) byl německý (pruský) pedagog, člen frankfurtského Národního shromáždění, ale především vlastenec a zakladatel německého tělocvičného hnutí, které později fungovalo pod názvem Deutscher Turnverband (z německého turnen – cvičit, jeho členové jsou i v češtině označováni jako turneři). Je známý pod přezdívkou „Turnvater Jahn” (otec tělocviku Jahn). V jeho tělocvičném hnutí byl také důraz na národní (německou) soudržnost (podobně jako u později založeného českého Sokola), turneři byli proto někdy vnímáni jako symbol němectví. Profiloval se také přípravou mladých lidí na boj proti napoleonské okupaci a v boji za spásu Pruska a Německa. První jeho tělocvičnou se stal v roce 1811 berlínský park „Hasenhaide”. Po boku svých "turnerů" zde demonstroval představu německé gymnastiky. Jeho gymnastické prvky hrazda a bradla se používají dodnes.

## Životopis

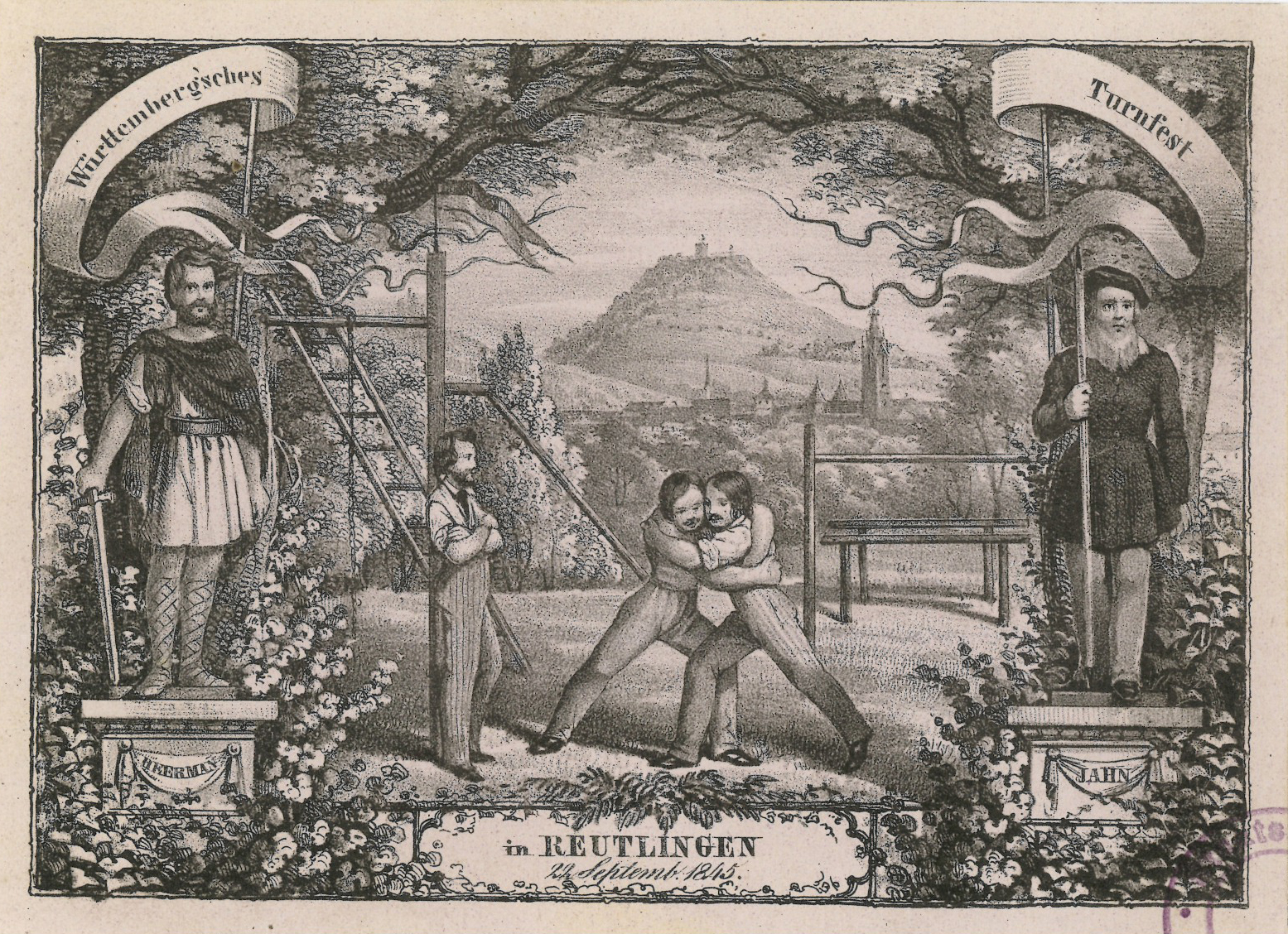
Plakát k turnerskému veřejnému cvičení v roce 1845 – Turnfest ve městě Reutlingen (Německo)

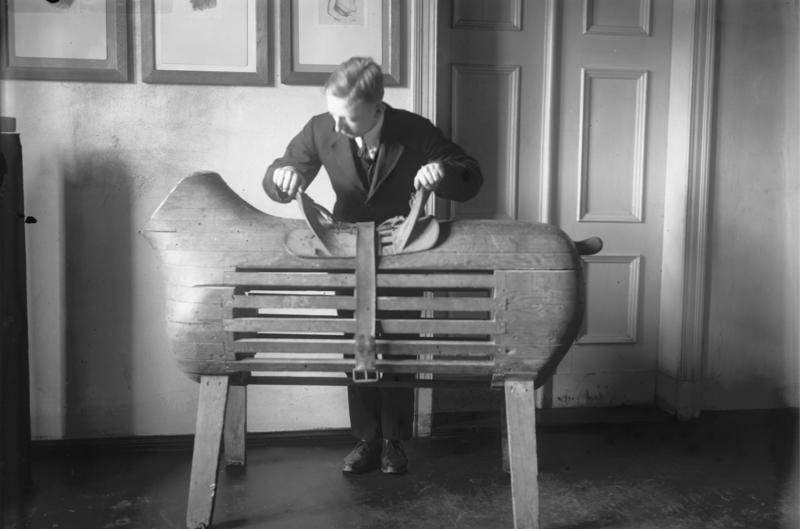
Nejstarší gymnastický kůň s madly, který byl do německého tělocviku zaveden již v roce 1795. Postupně docházelo ke zjednodušení tvaru. Pohybový obsah se postupně rozdělil na cvičení našíř a nadél (dnes přeskok). Významným mezníkem v přeskoku bylo zavedení odrazového můstku. První odrazový můstek zkonstruoval Ernst Wilhelm Bernhard Eiselen

Friedrich Ludwig Jahn se narodil 11. srpna 1778 ve městě Lanz v dnešní spolkové zemi Braniborsko do farářské protestantské rodiny otci Alexandru Friedrichu Jahnovi a matce Dorothee Sofii rozené Schultze. Ve třinácti letech ho otec vyslal na gymnázium v Salzwedelu (Sasko-Anhaltsko). Po předčasném ukončení se snažil dostudovat na berlínském gymnáziu U šedého kláštera (Zum Grauen Kloster). Jeho neschopnost přizpůsobit se školní disciplíně se projevila i zde nedokončeným studiem. Ale ani studium teologie a filologie započaté v roce 1796 na univerzitě v Halle neskončilo pro Jahna úspěšně a pokoušel se dostudovat na vysokých školách ve Frankfurtu nad Odrou, Greifswaldu, Göttingenu. Nakonec po domácím učitelování (1803–1805 Mecklenburg), cestování a dalších studijních pokusech v Göttingenu a Jeně zakotvil v roce 1809 opět v Berlíně, kde působil v klášterním gymnáziu a v plamanské škole jako pomocný učitel bez „examen pro facultate docendi“.
Po porážce Pruska v bitvě u Jeny a Auerstedtu v roce 1806 se připojil k pruské armádě. V roce 1810 založil společně s Friedrichem Friesenem spolek „Deutscher Bund”, základ pozdějších studentských vlasteneckých spolků Burschenschaften. V roce 1811 otevřel podle GutsMuthsova vzoru na Hasenheide v Berlíně první „Turnplatz” neboli tělocvičnu pod širým nebem. Jahnův Turnverein (gymnastický spolek) se rychle rozšiřoval. V roce 1813 se Jahn podílel na vytvoření Lützowových svobodných jednotek, skupiny dobrovolníků v pruské armádě, která bojovala proti Napoleonovi. Jahn měl být také během války zapojen do bezpečnostní tajné služby. Po válce se vrátil do Berlína, kde byl jmenován státním učitelem gymnastiky. V roce 1814 se oženil s Helene Kollhof a z manželství vzešly tři děti. Od univerzit v Jeně a v Kielu obdržel později v roce 1817 čestný doktorát.
Jeho výstřední povaha ho často přiváděla do konfliktů se zákonem. Jeden z těchto střetů měl za následek jeho zatčení a uzavření berlínské tělocvičny. Do roku 1824 byl vězněn v pevnosti Kolberg. Po propuštění následoval zákaz pobytu v Berlíně. Po smrti první manželky se v roce 1825 znovu oženil. Emilie Hentsch mu porodila jednu dceru. V roce 1840 mu byl za jeho statečnost v boji proti Napoleonovi propůjčen Železný kříž. Na jaře roku 1848 oblastní turneři z Naumburgu zvolili Jahna do německého národního parlamentu. Až do své smrti v roce 1852 žil v ústraní ve městě Freyburg na řece Unstruta (až na krátké období v roce 1828, kdy ve městě Kölleda čelil obvinění z pobuřování), kde byl na jeho památku v roce 1859 otevřen památník. Monumenty připomínající jeho zásluhy v tělovýchovné práci stojí nejen na mnoha místech bývalého Pruska, ale najdeme je i na území současné České republiky (například v Aši, Lindavě u Cvikova nebo v Jiříkově v Děčínském okrese v parku u Moskevské ulice). V roce 2022 započaly první rekonstrukční práce opuštěného památníku F. L. Jahna v Lanškrouně.

## Jahnovo turnerství a nacionalismus

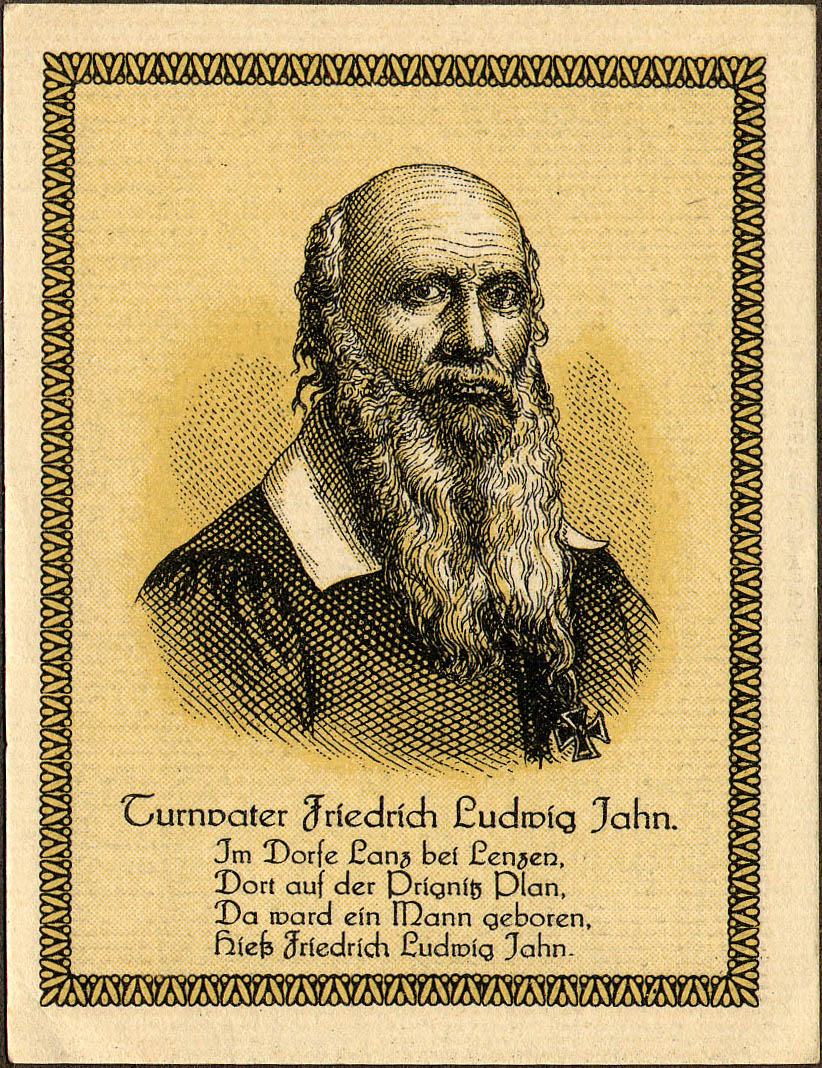
Báseň na památku narození F. L. Jahna ve městě Lanz pod jeho podobiznou

Friedrich Ludwig Jahn vnímal „Turnen” jako tělovýchovnou obrannou politiku přístupnou zcela každému a v jeho podání se jednalo o cvičení s patriotickou výchovou a přípravou na osvobozeneckou válku. Pro Jahna byla tělovýchova neodmyslitelně spjata s politikou: s osvobozením Německa od napoleonské nadvlády, s myšlenkou velké německé říše pod vedením Pruska a s možností každého jednotlivce nejen se na vítězství národa přímo podílet, ale nést také jeho prohry a bolesti. Jahn se snažil výrazem „Turnen” jazykově oddělit vlastní tělovýchovný systém od všech ostatních tehdejších systémů, jako např. od gymnastiky Johanna Gottlieba Friedricha GutsMuthse.
Martin Klement ve své „Recepci Friedricha Ludwiga Jahna a jeho idejí v Německém turnerském svazu” potvrdil tezi o Jahnově vlastenectví, „nikoli však o jeho agresivním antisemitismu, který u něj hledal Německý turnerský svaz”. Dále zmiňuje, že z Jahnových nahodilých poznámek o Židech se dá doložit, že se u něj projevoval spíše tradiční sociální antisemitismus, „v žádném případě však rasová nesnášenlivost”. V dílech Friedricha Ludwiga Jahna se výrazy „deutsch“ (německý), „unverfälscht“ (nefalšovaný), „treu“ (věrný) vyskytují ve zcela jiném kontextu a teprve Německý turnerský svaz jim dal antisemitskou podobu typu „verjudet“, „judenrein“, či „Entjudung“. Zrovna tak Německý turnerský svaz propagoval namísto Jahnova vlasteneckého „national“ výraz „völkisch“ a turnerský pozdrav „Gut Heil!“ osekal na pouhé „Heil!“
Německý turnerský svaz nakládal s myšlenkovým dědictvím Friedricha Ludwiga Jahna podle momentální potřeby, vybíral si vhodné pasáže a věty, které radikálně očistil od kontextu a vsadil do nových souřadnic vlastního učení, kde Jahnovy výroky získaly kýžený „völkisch“ nádech.
Martin Klement

## Psaná díla
Mezi jeho díla patří:
- Bereicherung des hochdeutschen Sprachschatzes (Obohacení slovní zásoby spisovné němčiny) (Lipsko, 1806),
- Deutsches Volksthum (Německý svéráz) (Lübeck, 1810),
- Runenblätter (Frankfurt, 1814),
- Die Deutsche Turnkunst (Německý tělocvik) (Berlín, 1816)
- Neue Runenblätter (Naumburg, 1828),
- Merke zum deutschen Volksthum (Poznámky k německému svérázu) (Hildburghausen, 1833),
- Selbstvertheidigung (Sebeobrana) (Lipsko, 1863).

Jeho sebrané spisy byly vydány v Hofu v letech 1884–1887.

## Čtyři F

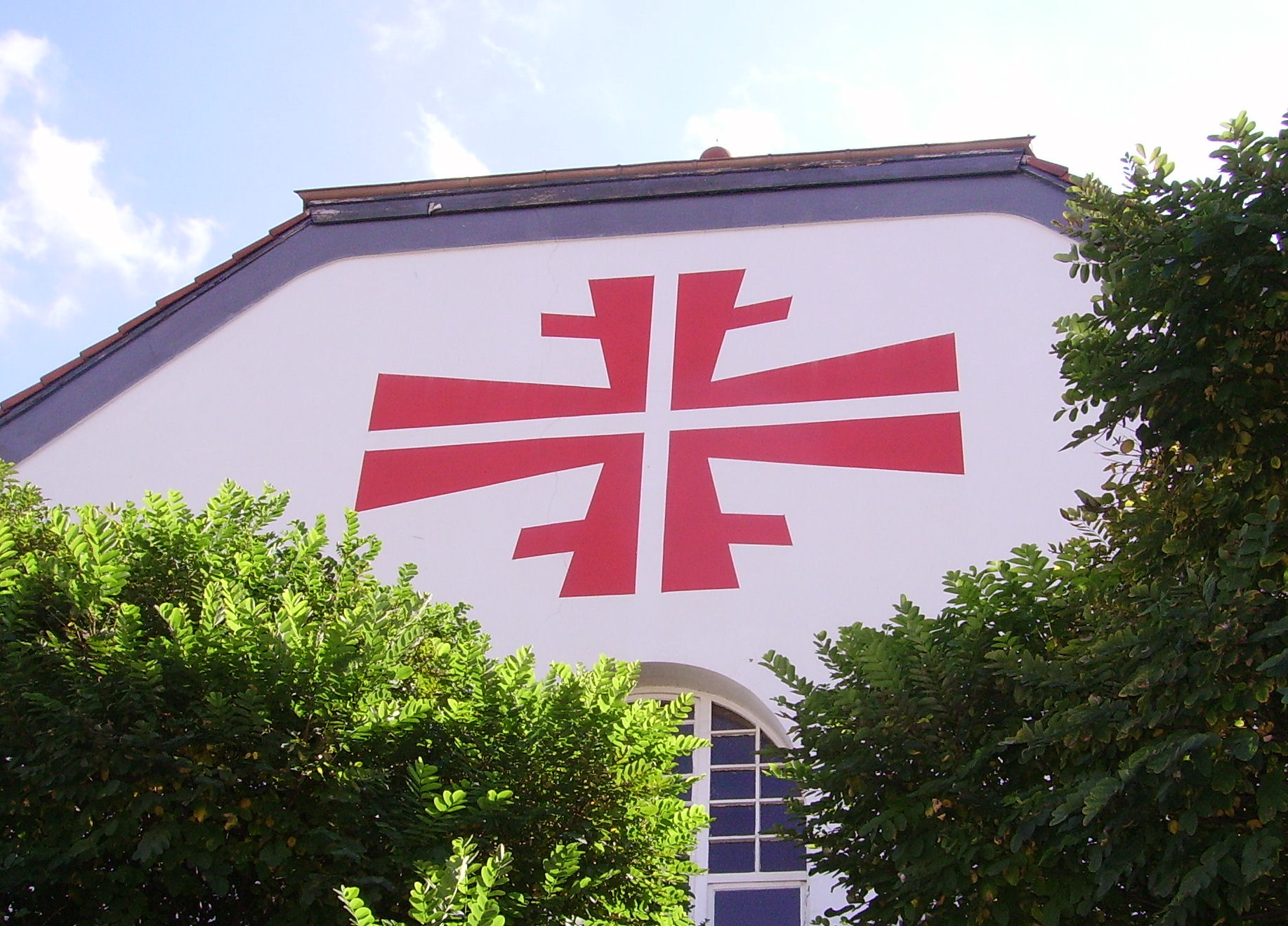
Turnerský kříž složený ze čtyřech písmen F. na tělocvičně ve městě Eisenberg (Pfalz)

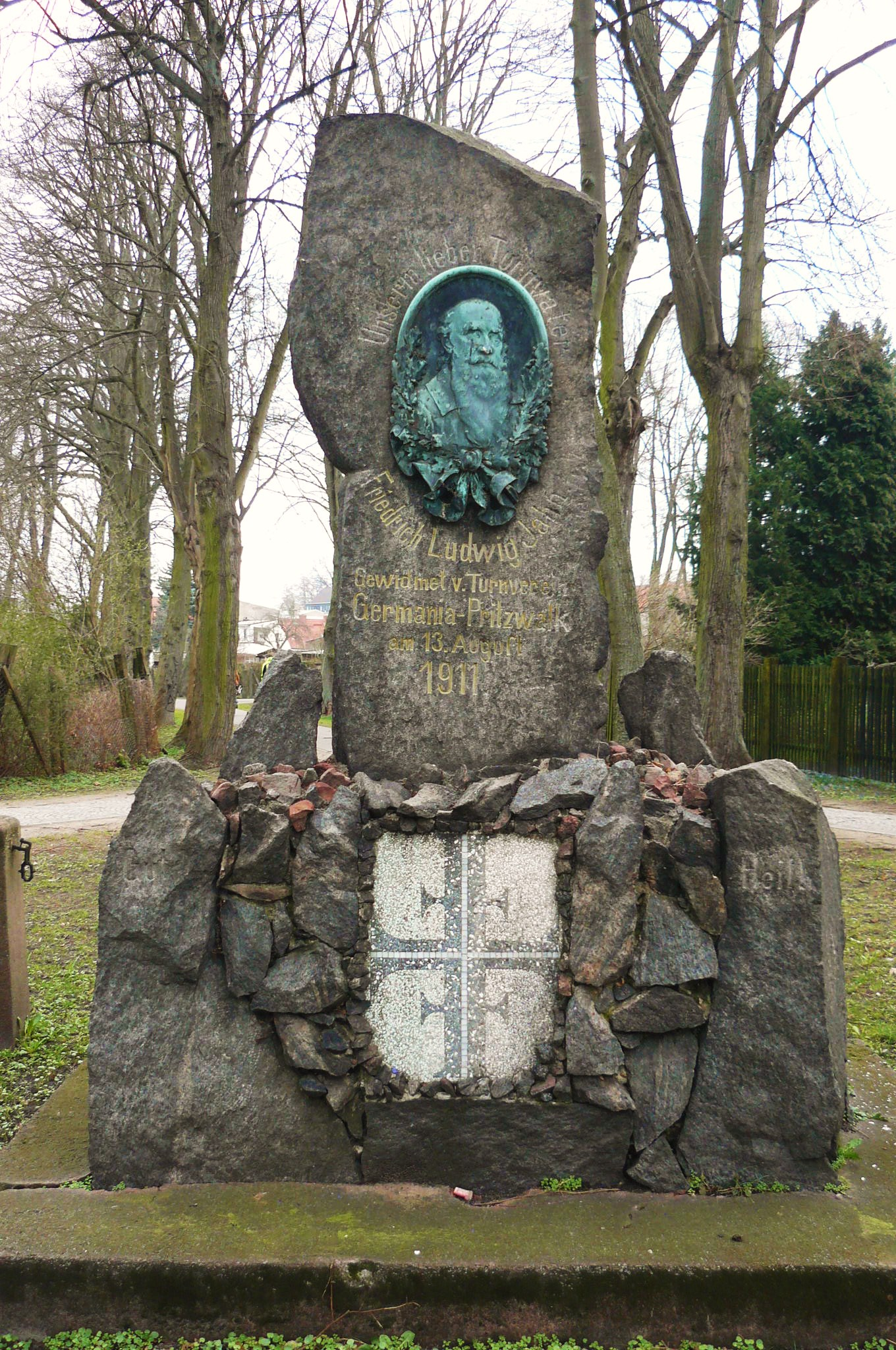
Německo – Pritzwalk, památník F. Jahnovi

Turnerské motto má svůj původ ve studentském hesle 16. století (Frisch, frey, fröhlich, frumb – Sind der Studenten Reichthumb!) a Jahn je v roce 1816 ve své učebnici tělocviku Die deutsche Turnkunst proměnil v morální a mravní kodex turnerů - frisch, frei, fröhlich, fromm (čerstvý, svobodný, veselý, zbožný).
V roce 1843 si nechal Jahn na svém domě ve Freyburgu (dnes Friedrich-Ludwig-Jahn-Museum) motto vepsat na domovní štít. Frankfurtské Turngemeinde (turnerské společnosti) vysvětlil význam motta následovně:
- frisch nach dem Rechten und Erreichbaren streben, das Gute thun, das Bessere bedenken, und das Beste wählen (čile usilovat o to správné a dosažitelné, činit dobré, přemýšlet o lepším a vybírat nejlepší)
- frei sich halten von der Leidenschaft Drang, von des Vorurtheils Druck, und des Daseins Ängsten (udržet si svobodu od návalů vášně, od tlaku předsudků a existenčních úzkostí)
- fröhlich die Gaben des Lebens genießen, nicht in Trauer vergehn über das Unvermeidliche, nicht in Schmerz erstarren, wenn die Schuldigkeit gethan ist, und den höchsten Muth fassen, sich über das Mißlingen der besten Sache zu erheben (radostně užívat darů života, neztrácet se ve smutku z věcí nevyhnutelných, neustrnout v bolu, když je splněna povinnost, a s odvahou se povznést nad nezdar i té nejlepší věci)
- fromm die Pflichten erfüllen, leutseelig und volklich, und zuletzt die letzte, den Heimgang. Dafür werden sie gesegnet sein, mit Gesundheit des Leibes und der Seele, mit Zufriedenheit so alle Reichthümer aufwiegt, mit erquickenden Schlummer nach des Tages Last, und bei des Lebens Müde durch sanftes Entschlafen (zbožně plnit povinnosti, srdečně a lidově, a nakonec i tu poslední, totiž návrat domů. Za to budou požehnáni zdravím těla i duše, spokojeností, která vyváží všechna bohatství, osvěžujícím spánkem po denní námaze a až je život unaví, klidným zesnutím.)

Z těchto počátečních „FFFF” vytvořil rytec Heinrich Felsing turnerský kříž, kdy k písmenu „F“ se druží doleva otočené druhé „F“ a na těchto dvou písmenech spočívají v zrcadlovém převrácení zbylá dvě „F“. Koncem 19. století začali radikální turneři Jahnův kříž zaměňovat za kříž hákový. V roce 1893 si Jahnovo motto socialistický dělnický spolek "Arbeiter-Turnerbund" upravil do podoby volebního sloganu "Frisch-Frei-Stark-Treu" (čerstvý, volný, silný a věrný). K nacionálním a rasovým účelům pak heslo posloužilo Schönererovi k vytvoření hesla „Durch Reinheit zur Einheit!” (Čistotou k jednotě).

## Výtvarné umění

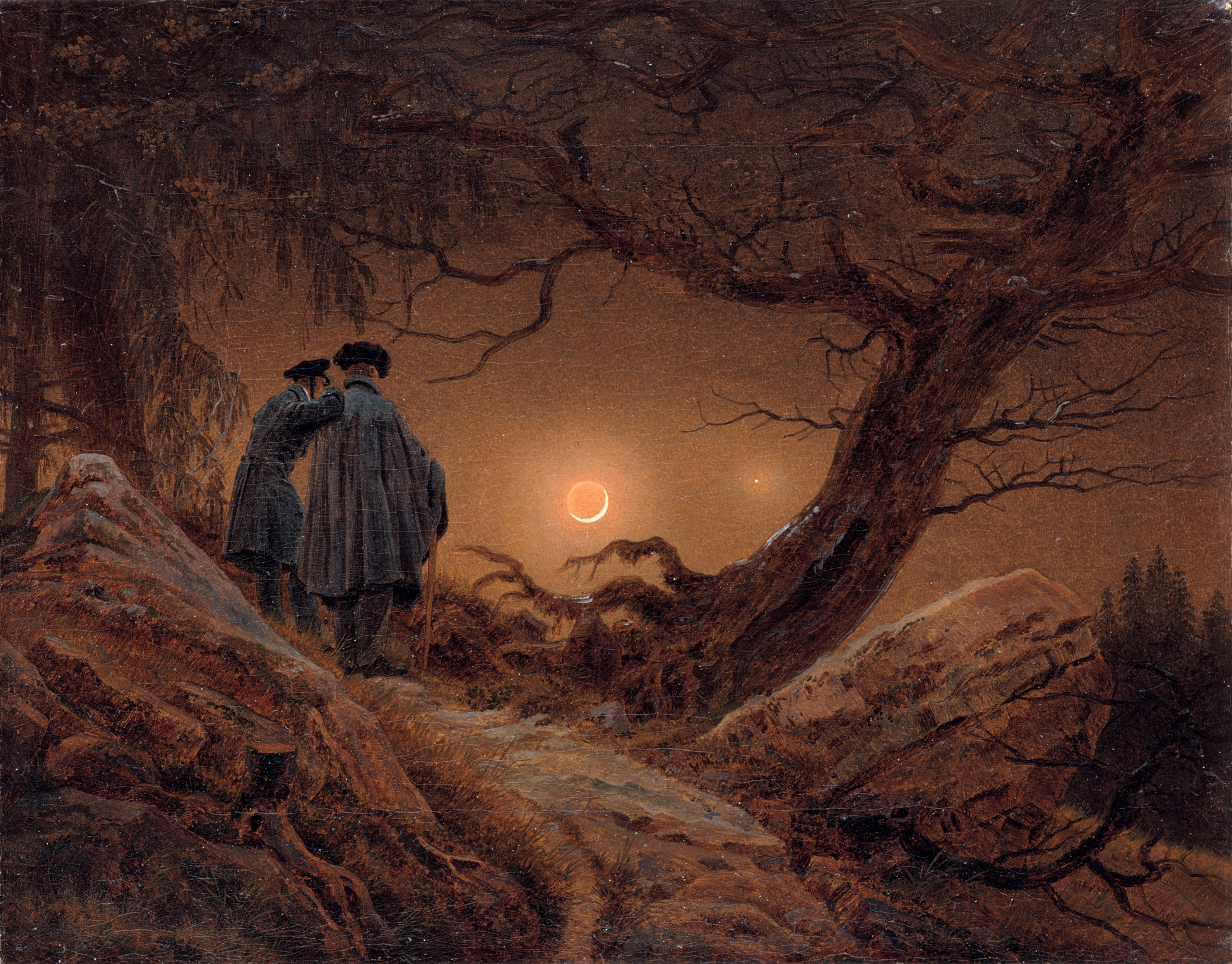
Obraz od Caspara Davida Friedricha – Dva muži pozorují měsíc

Malíř Caspar David Friedrich (1774–1840) zobrazuje ve svém díle z roku 1819 Zwei Männer in Betrachtung des Mondes Jahna s pastorem z Neubrandenburg Franzem Christianem Bollem (1776–1818). Jedná se o obraz vytvořený na památku zesnulého Bolla, který je zde ztvárněn jako osoba v plášti. Přičemž druhá sportovnější osoba by měl být Jahn samotný a to na základě historické skutečnosti z mladých Jahnových let, kdy působil v Neubrandenburgu jako domácí učitel.

## Friedrich-Ludwig-Jahn-Gesellschaft e. V.
Nadace pro uchování tradic a památky na Friedricha Ludwiga Jahna "Förderverein zur Traditionspflege und Erhaltung der Friedrich-Ludwig-Jahn-Gedenkstätten" založená v roce 1992 se na základě změny stanov v roce 2008 přejmenovala na společnost "Friedrich-Ludwig-Jahn-Gesellschaft" se sídlem ve městě Freyburg. Cílem společnosti je nejen vědecký průzkumu Jahnova života, díla a jeho působení jako zakladatele tělocvičného hnutí v Německu, ale i interpretace Jahnova významu historického i současného, šíření a zachování jeho dědictví. Za tímto účelem společnost udržuje vztahy s německým tělovýchovným svazem "Deutscher Turner-Bund" a regionálními tělovýchovnými sdruženími, s univerzitami, školami, památníky a organizacemi, které pokračují v jeho tradici. Jahn by měl být podle nadace vnímán širokou veřejností především jako velký Němec. Jeho dílům se věnuje knihovna "Friedrich-Ludwig-Jahn-Bibliothek".

## Vyznamenání a pocty

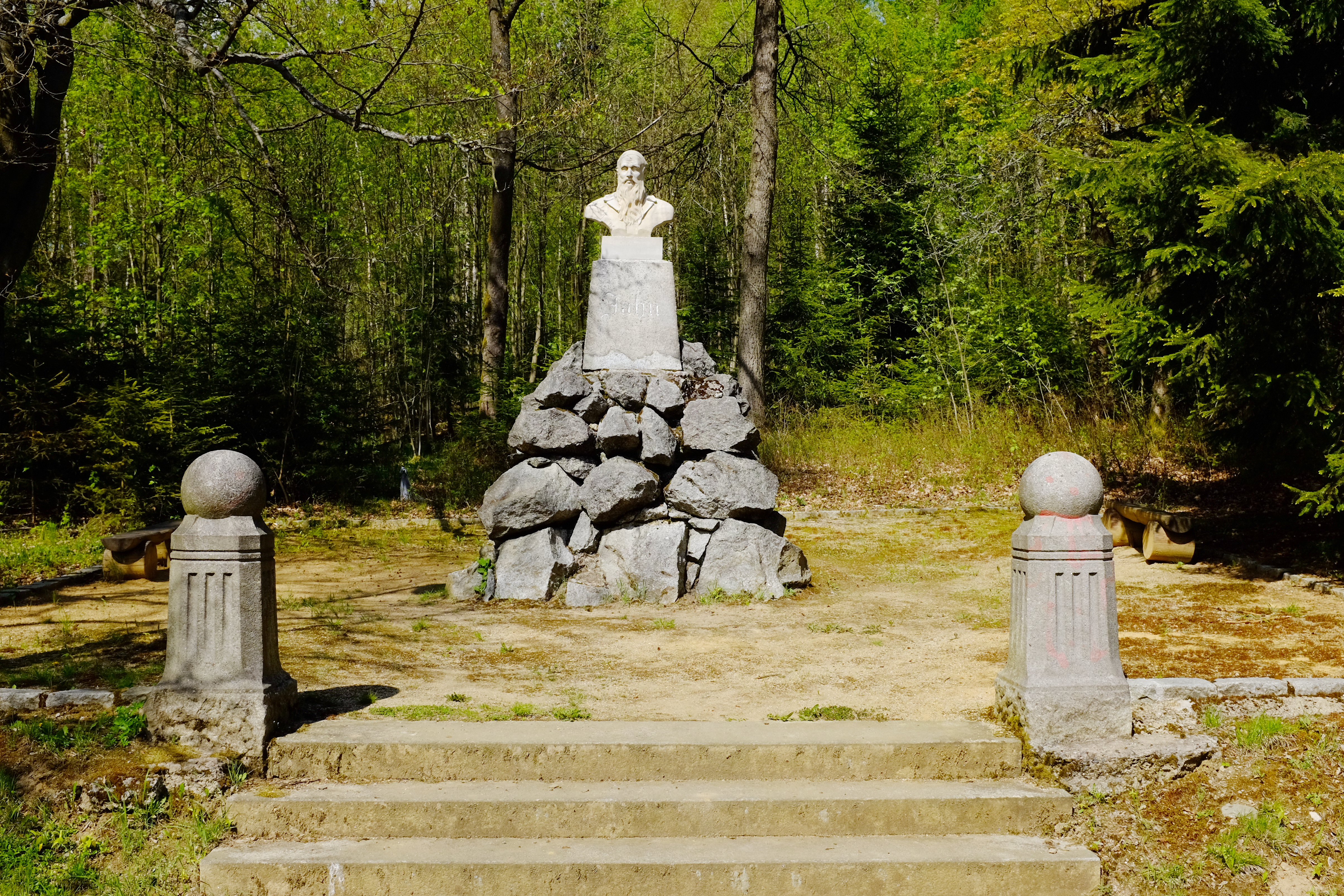
Rekonstruovaný památník na vrchu Háj u Aše

Jahn se pohyboval během svého života na mnoha místech, ve kterých mu byly často po jeho smrti odhaleny pomníky. Zrovna tak v místě zrodu turnerského hnutí v Berlíně Hasenheide byl na jeho počest odhalen 10. 08.1872 pomník. Mnohé ulice německých měst nesou jeho jméno nebo např. v Halle a v Langenhagen místa původních sportovních zařízení. Jeho jménem byla také pokřtěna školní motorová loď GST Námořní akademie "August Lütgens" v Greifswald-Wieck. 31. května 2013 byl Jahn uveden do Síně slávy německého sportu.
Na počest F. L. Jahna byla pojmenována řada objektů i na území Čech. Mnoho pomníků zaniklo, či je poznamenáno zubem času a nezájmem. Výjimkou je pomník na vrchu Háj u Aše, který byl opraven a doplněn o ztracenou bystu. V Děčíně-Podmoklech na jižní straně Pastýřské stěny dodnes existuje vyhlídka nesoucí kdysi jeho jméno a kde bývala umístěna i jeho bysta.
Na střeše turnerské tělocvičny v Olomouci byly na vrcholech štítů umístěny dvě nástavby s velkými hlavami ve výklencích, představujícími pravděpodobně Friedricha Ludwiga Jahna a Ernsta Eiselena. Nástavby však byly odstraněny při přestavbě roku 1937.

## Kritika
Vzhledem k údajným Jahnovým nacionalistickým a antisemitským názorům jsou kritizována jeho vyznamenání. V několika německých městech existují iniciativy k přejmenování ulic nebo míst podle Jahna či odstranění jeho pomníků. V Berlíně působí iniciativa „Sport ohne Turnväter“ (volně přeloženo Sport bez otců gymnastiky) bojující za přejmenování "Jahnova sportovního parku" v Prenzlauer Berg. Protiargumenty uvádí, že je třeba vidět Jahna jako "dítě doby", který byl poplatný době Pruského státu a následně byly teprve jeho myšlenky přejaty nacionalismem a politikou NDR.

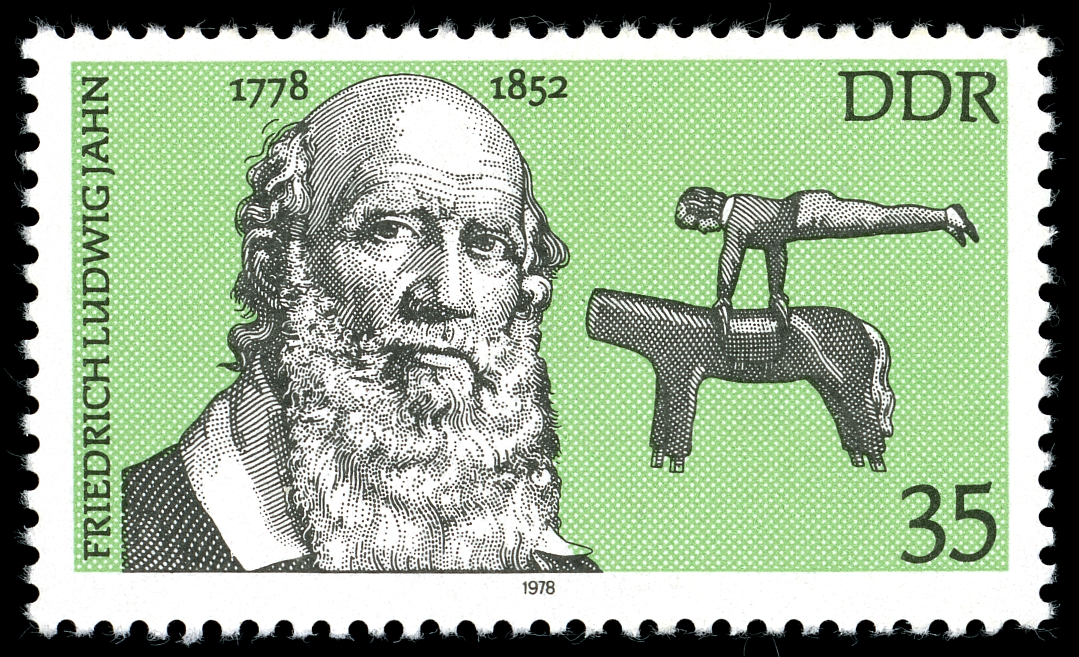
Poštovní známka z DDR (1978)